# حمامة شاحبة
الحمامة الشاحبة المعروفة أيضًا باسم حمامة الخشب الأرجواني هي نوع من الحمام الكبير الذي يتواجد بشكل متقطع في أجزاء من شبه القارة الهندية وجنوب شرق آسيا. لها رحلة بطيئة وتقضي الكثير من الوقت جالسًا في أوراق الشجر الكبيرة المثمرة، غالبًا في غابات الأنهار في السهول. لونه بني في الأعلى وكستناء في الأسفل مع لمعان أخضر أو جمشت. الذكور لها غطاء رمادي مائل للبياض بينما الإناث لها غطاء رمادي بني اللون ولمعان أقل على الريش. إنها حيوانات قاتلة، تتغذى في مجموعات صغيرة في مظلة الأشجار ولكنها تنزل أحيانًا إلى الأرض بحثًا عن البذور والفاكهة الساقطة.